# Шперлинг, Эдуард
Эдуард Шперлинг (нем. Eduard Sperling, 29 ноября 1902 — 25 февраля 1985) — германский борец греко-римского стиля, призёр Олимпийских игр, чемпион Европы.

## Биография
Родился в 1902 году в Хамме. Сначала занимался боксом, но потом перешёл на борьбу. В 1925—1928 годах, проживая в Нюрнберге, тренировался под руководством знаменитого Карла Дёппеля. В 1926 году занял 2-е место на чемпионате Германии. В 1927 году стал чемпионом Германии и Европы. В 1928 году завоевал серебряную медаль на Олимпийских играх в Амстердаме. В 1929 году вновь стал чемпионом Европы. В 1930 году на чемпионате Европы занял 4-е место. В 1931 году вновь стал чемпионом Германии и Европы. В 1932 году снова стал чемпионом Германии, а на Олимпийских играх в Лос-Анджелесе завоевал бронзовую медаль. В 1934 году выступил на чемпионате Германии как по греко-римской, так и по вольной борьбе; в греко-римской борьбе занял 3-е место, а в вольной — 1-е. В 1936 году вновь стал чемпионом Германии по греко-римской борьбе.